# Tana Gilbert
Tana Gilbert Fernández (Santiago, 18 de octubre de 1992) es una cineasta chilena. En 2023 se convirtió en la primera mujer chilena en participar y ser premiada en la Semana de la Crítica del Festival de Venecia.
Su trabajo ha sido definido como un "rescate e inmortalización de vivencias domésticas que corren el riesgo de ser olvidadas".

## Biografía
Nacida en Santiago, Gilbert estudió cine en la Universidad de Chile, donde también obtuvo un magíster en Cine Documental.
En 2013 presentó su primer cortometraje, Descansa, Zulema, el cual fue premiado en la edición de ese año de Femcine (Festival de Cine de Mujeres) en Chile. En 2017 estrenó Sigo acá, un cortometraje presentado en el festival Hot Docs en Canadá, el cual fue elegido como mejor cortometraje en Cine Las Américas en Ciudad de México y el Premio del Jurado en MiradasDoc en España.
En 2021 dirigió el primer microdocumental de "Chilenas Creando Futuro” de Marca Chile, retratando a la artista Voluspa Jarpa, la antropóloga Isabel Behncke y la activista Julieta Martínez. Al año siguiente, su cortometraje Ninguna estrella recibió una mención especial del jurado en el Rencontres Internationales du Documentaire de Montréal (RIDM-Montreal).
Con Malqueridas, su primera película, ganó tres premios en la Semana de la Crítica del Festival de Venecia 2023: Mejor Película, Mejor contribución técnica y mención honrosa a cineastas menores de 40 años.Se convirtió en el primer documental chileno en quedar seleccionado y ganar la competencia.
En noviembre de 2024, la productora chilena Fábula anunció que Gilbert dirigirá ¿Dónde está Narumi?, una serie documental sobre el caso de la desaparición y asesinato de la estudiante japonesa Narumi Kurosaki en manos del chileno Nicolás Zepeda.
Gilbert es académica de cursos de cine documental en la Universidad de Chile y en la Pontificia Universidad Católica de Chile.

## Filmografía

### Cortometrajes
- 2013: Descansa, Zulema [13]
- 2017: Sigo acá
- 2022: Ninguna estrella

### Largometrajes
- 2023: Malqueridas